# Antoine Mason
Antoine Mason (Queens, New York , USA; 24 de mayo de 1992) es un jugador de baloncesto con nacionalidad estadounidense y pasaporte británico. Con 1,91 metros de altura juega en la posición de base. Actualmente forma parte de la plantilla del Club Baloncesto Ciudad de Valladolid de la Liga LEB Oro.

## Trayectoria
Es hijo de Anthony Mason, una leyenda de la NBA con 13 temporadas a sus espaldas, que suele jugar en la posición de escolta, formado entre Niagara Purple Eagles en las que disputaría cuatro temporadas (2011-14) y la temporada 2014-15 en Auburn Tigers. Durante esa etapa de cuatro años, Mason promedió 18,6 puntos (anotando una media de 25 en la campaña 2013-14), 1,5 asistencias y 3,7 rebotes por partido, números que le sirvieron para erigirse con varias presencias en los quintetos destacados de dichos años. 
Tras no ser drafteado en 2015, debutaría como profesional en Europa, en concreto en el Apollon Limassol BC de la Primera División de Baloncesto de Chipre, promediando 11,8 puntos, 3,4 puntos y 1,7 asistencias por partido. 
El 31 de octubre de 2016, Mason firmó con los Rio Grande Valley Vipers de la NBA Development League, pero fue cortado el 10 de noviembre antes de jugar un partido para el equipo. 
En la temporada 2017-18, jugó con los Halifax Hurricanes de NBL Canada en el que promedió 20,3 puntos, 4,6 rebotes y 2,5 asistencias por partido. Mason fue seleccionado para el segundo equipo del All-NBLC.
El 3 de junio de 2018, Mason firmó con Fujian Lightning en China, en el que promerdia 33,3 puntos, 6,5 rebotes, 2,7 asistencias y 32,1 de valoración por partido.
Durante la temporada 2019-20, regresa a Canadá para jugar con los Halifax Hurricanes, en el que se convierte en el máximo anotador de la NBL 2019-20 con 25,7 puntos por partido (incluyendo 44 tantos en un solo encuentro) con 5,6 rebotes y 2,5 asistencias de promedio por partido.
En julio de 2020, se convierte en jugador del Club Baloncesto Ciudad de Valladolid de la Liga LEB Oro.